# Клиф Дејанг
Клифорд Тобин Дејанг (енгл. Clifford Tobin DeYoung; Лос Анђелес, Калифорнија, 12. фебруар 1945) амерички је филмски, позоришни и телевизијски глумац и музичар, најпознатији по карактерним и епизодним улогама у филмовима и ТВ-серијама.